# Flagy (Saona e Loira)
Flagy è un comune francese di 189 abitanti situato nel dipartimento della Saona e Loira nella regione della Borgogna-Franca Contea.

## Società

### Evoluzione demografica
Abitanti censiti